# Beleg van Maastricht (1793)
Het Beleg van Maastricht van 1793 was een belegering van de tweeherige vestingstad Maastricht door de Franse revolutionaire legers onder leiding van generaal De Miranda in een mislukte poging om de stad te onderwerpen aan de Eerste Franse Republiek. Het beleg vond plaats in het vroege voorjaar van 1793 tijdens de Eerste Coalitieoorlog tussen Frankrijk en de andere Europese mogendheden en eindigde op 3 maart van dat jaar, na de Franse nederlaag in de Slag bij Aldenhoven, met het ontzet van Maastricht en de terugtrekking van de Fransen uit de Zuidelijke Nederlanden. Anderhalf jaar later, in september 1794, deden de Fransen een nieuwe poging om de stad in te nemen. Dit Beleg van Maastricht (1794) eindigde in een overwinning van de Fransen en de annexatie van Maastricht.

## Voorgeschiedenis
Met de Bestorming van de Bastille op 14 juli 1789 begon in Parijs de Franse Revolutie, al gauw gevolgd door soortgelijke volksopstanden in andere steden. In de Maastrichtse buurstad Luik brak in augustus van dat jaar de Luikse Revolutie uit. Elders in de Oostenrijkse Nederlanden vond de Brabantse Omwenteling plaats.

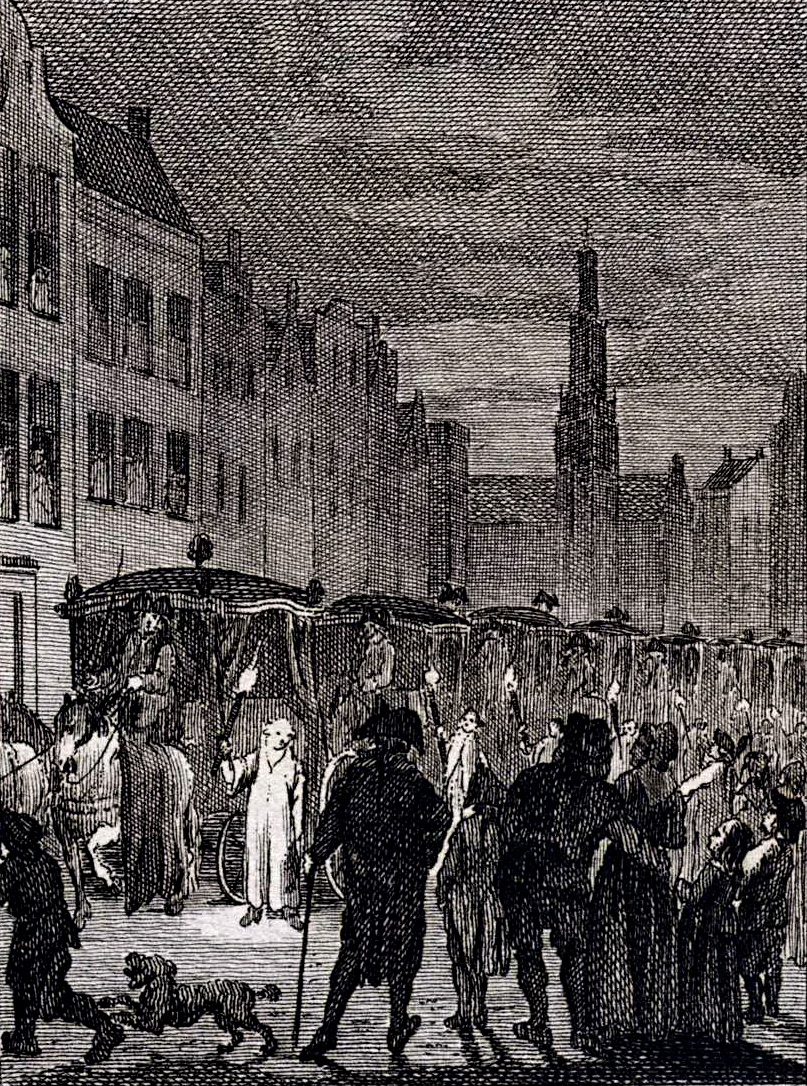
Begrafenis van de markies de Maillebois in Maastricht, 1791

De Franse Revolutie bracht een stroom vluchtelingen op gang, voornamelijk adellijken en geestelijken, waarvan een deel zich zou aansluiten bij de zogenaamde armée des émigrés. Ook in Maastricht vestigde zich een groep Franse vluchtelingen, die door hun afwijkende leefwijze weinig gezien waren in Maastricht. In 1792 bereikte de groep koningsgezinde en anti-revolutionaire emigranten haar grootste omvang in de stad. Onder hen bevonden zich een groot aantal adellijken, 520 geestelijken en vijf bisschoppen, voornamelijk uit de Noord-Franse departementen.
Om de aandacht van de binnenlandse problemen af te leiden, beraamden de girondijnen in Parijs een buitenlandse oorlog: de Eerste Coalitieoorlog (1792-1797). Op 20 april 1792 stemde de meerderheid van de Assemblée van de Eerste Franse Republiek vóór de oorlog. In juli trokken de Franse revolutionaire troepen van de Armée du Nord, aangevuld met Luikse revolutionairen, de Zuidelijke Nederlanden binnen. In november van dat jaar vond de beslissende Slag bij Jemappes plaats, die eindigde in een overwinning van de Franse generaal Dumouriez. Daarmee kwam het grootste deel van de Oostenrijkse Nederlanden, het prinsbisdom Luik en Staats-Brabant onder Franse controle. In december 1792 veroverde de Venezolaanse luitenant-generaal in Franse dienst Francisco de Miranda de stad Roermond in het toenmalige Oostenrijks Gelre. De Roermondse bisschop was toen al naar Venlo gevlucht dat dankzij Pruisische versterkingen lang weerstand kon bieden, hoewel het Fort Sint-Michiel al op 12 februari 1793 was gevallen en de Fransen van daaruit Venlo onder vuur namen.
Gesterkt door de militaire successen in de Zuidelijke Nederlanden, verklaarde Frankrijk op 1 februari 1793 de oorlog aan de Republiek der Verenigde Nederlanden en Engeland. De Franse aanval op wat zij de Hollandse Republiek noemden, werd vanuit twee richtingen ondernomen: het leger van Dumouriez zou langs de kust naar Breda optrekken, terwijl De Miranda langs de Maas zou optrekken. Het volgende militaire doel was de moeilijk te nemen vestingstad Maastricht, een Luiks-Staats condominium.

## Het beleg
Op 6 februari 1793 slaagde De Miranda met zijn 15.000 manschappen erin Maastricht te omsingelen. Het openen van de belegeringsloopgraven gebeurde op 21 februari en drie dagen later begon het hevige, tien dagen durende bombardement. De stad werd verdedigd door het Staatse garnizoen, onder leiding van Frederik van Hessen-Kassel, gouverneur van Maastricht, en een detachement Franse edelen, gevormd uit een groep koningsgezinde emigranten die in Maastricht was neergestreken, onder leiding van generaal Jean Thérèse de Beaumont d'Autichamp.
Na de Oostenrijkse overwinning bij Aldenhoven (tussen Aken en Gulik) op 1 maart 1793, werd De Miranda toch nog verrast door het plotseling ten tonele verschijnen van 50.000 Oostenrijkers en 20.000 Pruisen, onder leiding van veldmaarschalk prins Frederik Jozias van Saksen-Coburg-Saalfeld. Op 2 maart gaf De Miranda het bevel het bombardement te staken, een dag later gevolgd door het halsoverkop opbreken van de Fransen (sommige bronnen spreken van een vlucht). Op 4 maart hield de prins van Saksen-Coburg zijn triomfantelijke intocht in de stad, waarna een Te Deum in de Sint-Servaaskerk volgde. Op 18 maart kwam het in de Slag bij Neerwinden opnieuw tot een treffen met de Franse republikeinen en deze keer wist het Oostenrijks-Pruisische leger de Fransen tijdelijk uit de Oostenrijkse Nederlanden te verdrijven.

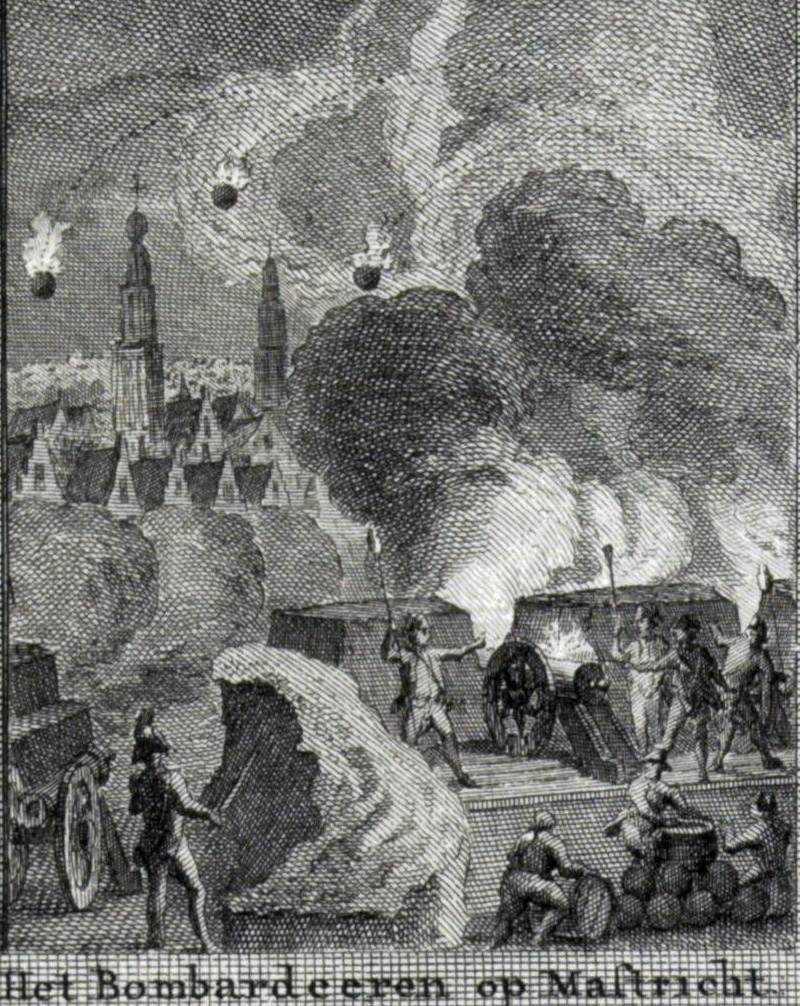
Bombardement op Maastricht
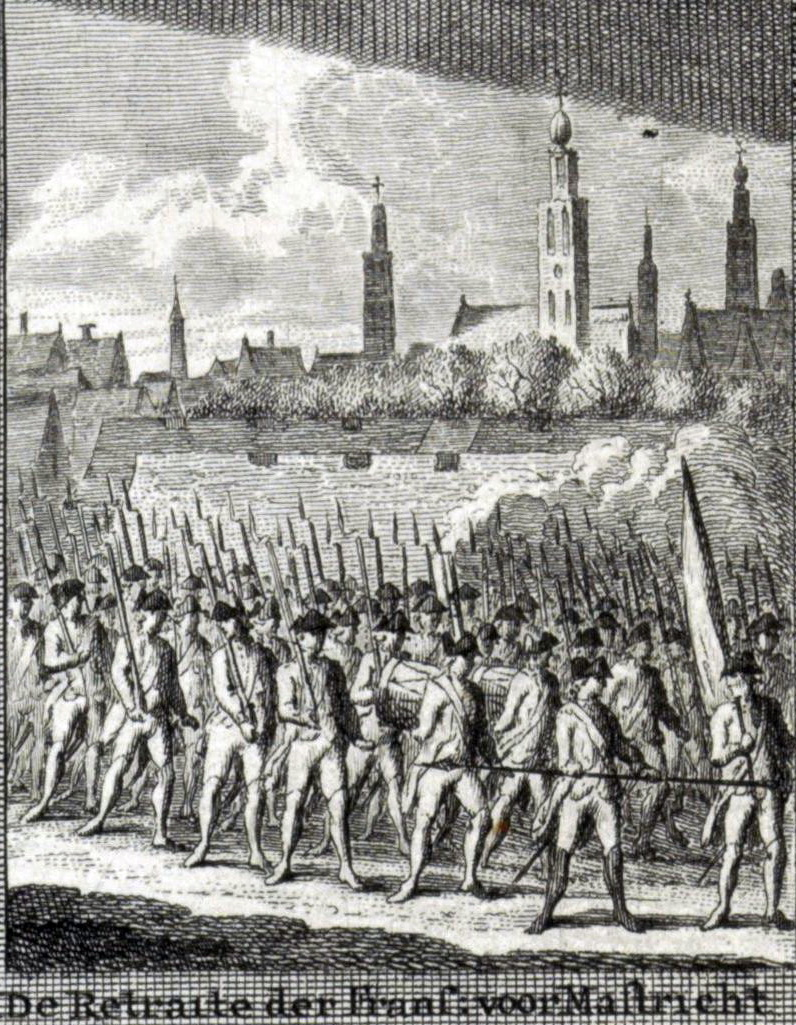
Aftocht van de Fransen
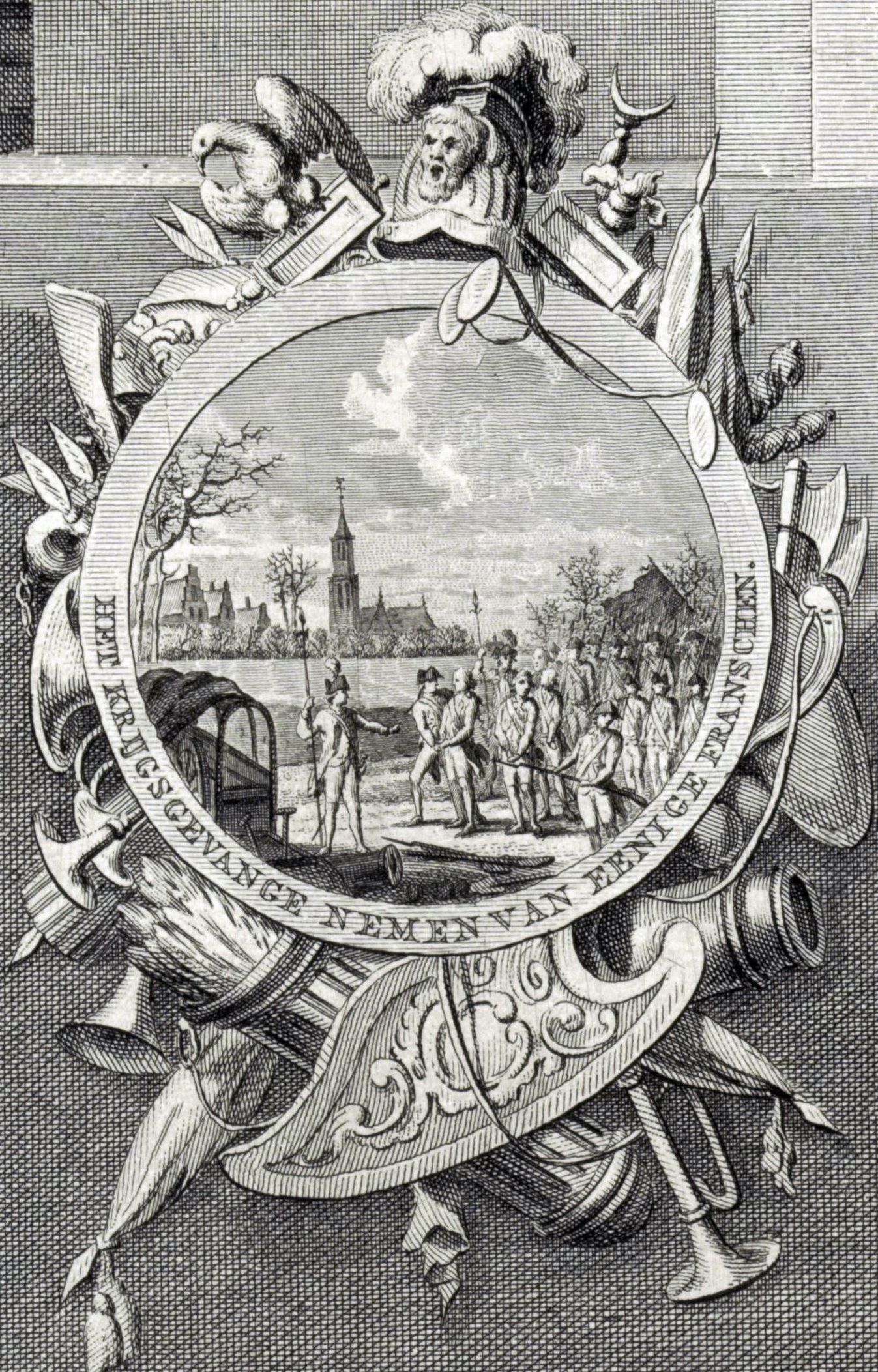
Franse krijgsgevangen
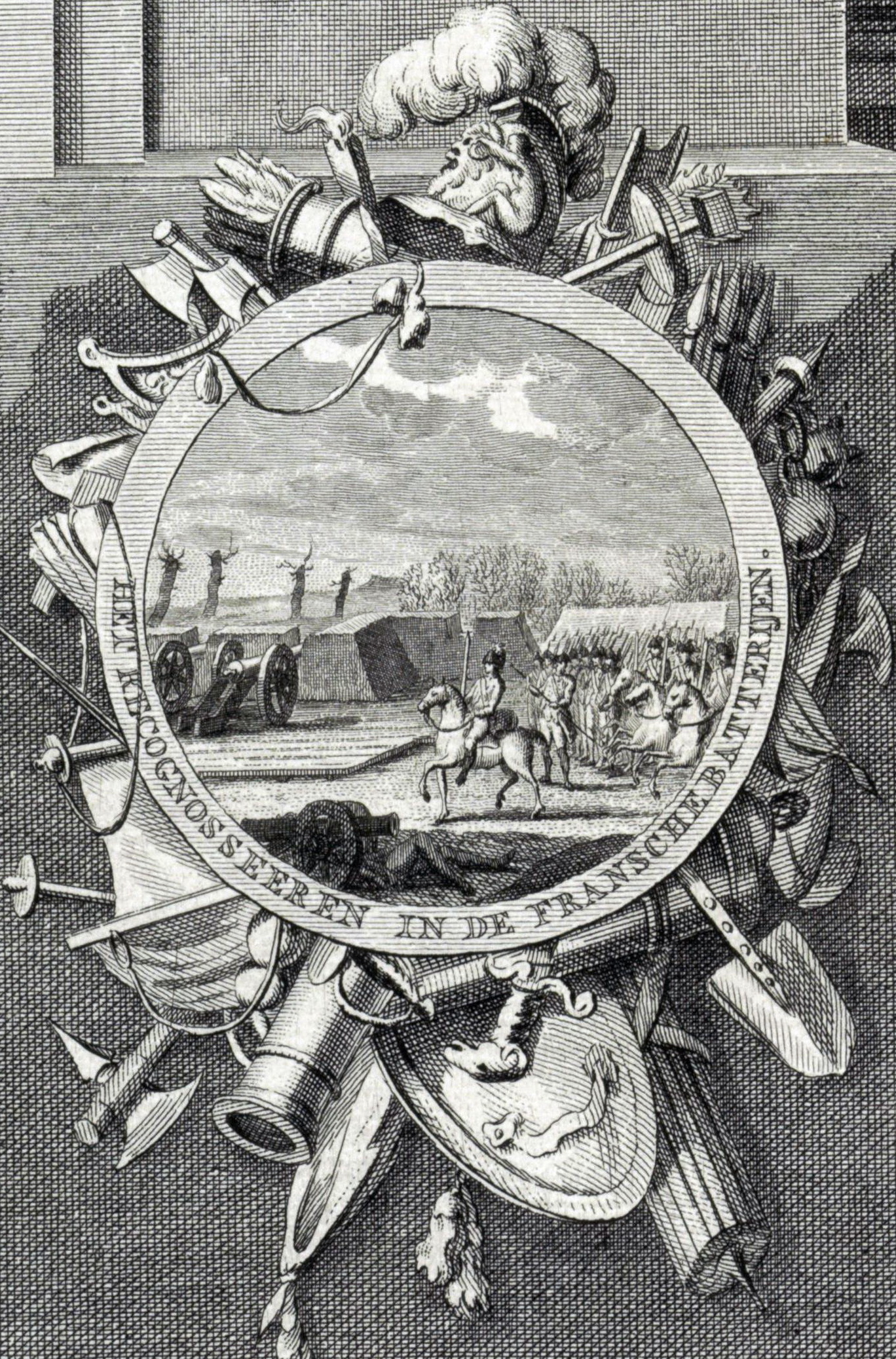
Verlaten Franse batterijen

## Gevolgen van het beleg

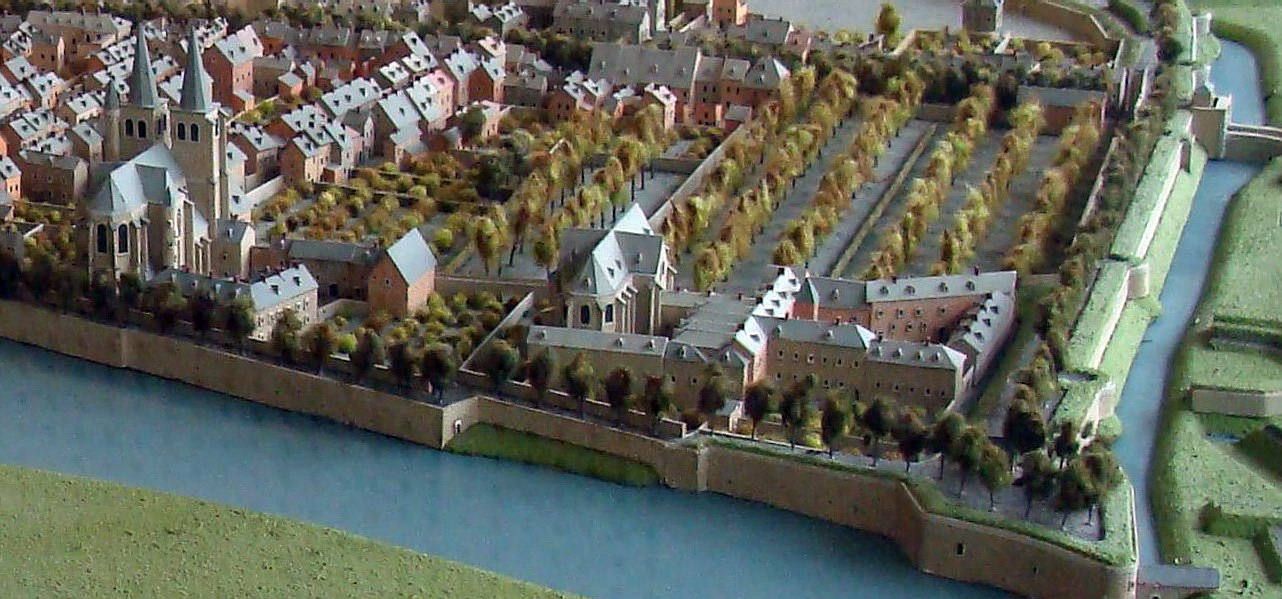
Het zwaar getroffen noordwestelijk stadsdeel. Rechts: de Commanderij Nieuwen Biesen (Maquette van Maastricht, ca. 1750)

Door het hevige bombardement van 24 februari tot 2 maart werden in Maastricht 841 huizen geheel of gedeeltelijk verwoest, evenals een aantal kloosters en andere gebouwen. Het Stadhuis van Maastricht werd aan de Luikse zijde (noordzijde) door een bom getroffen, waarbij schoorsteenstukken van Edmond Plumier en stucwerk van Tomaso Vasalli verloren gingen. De meeste schade werd aangericht in het noordwestelijke stadsdeel, waar onder andere de Commanderij Nieuwen Biesen van de Duitse Orde geheel uitbrandde.
Het beleg had geen staatkundige gevolgen. Maastricht bleef een condominium binnen het Heilige Roomse Rijk, onder gezamenlijk bestuur van Luik en de Staten-Generaal. Anderhalf jaar later echter keerden de Franse revolutionaire legers terug, ditmaal onder leiding van generaal Kléber, die de stad in zes weken tot overgave wist te dwingen (Beleg van Maastricht, 1794), waarna Maastricht twintig jaar lang een Franse stad zou zijn.
Francisco de Miranda werd, evenals Dumouriez, een maand na het beleg opgepakt op verdenking van samenzwering tegen de revolutie, maar wist zichzelf vrij te pleiten. Hij zou later een voorname rol spelen in de napoleontische oorlogen en de Spaans-Amerikaanse onafhankelijkheidsoorlogen. Hij wordt met name in Venezuela als nationale held geëerd. Frederik van Hessen-Kassel werd in publicaties als "redder van Maastricht" geprezen en bleef nog een jaar gouverneur van Maastricht. In 1794, na het tweede beleg, vertrok hij naar zijn familiebezittingen in Duitsland.

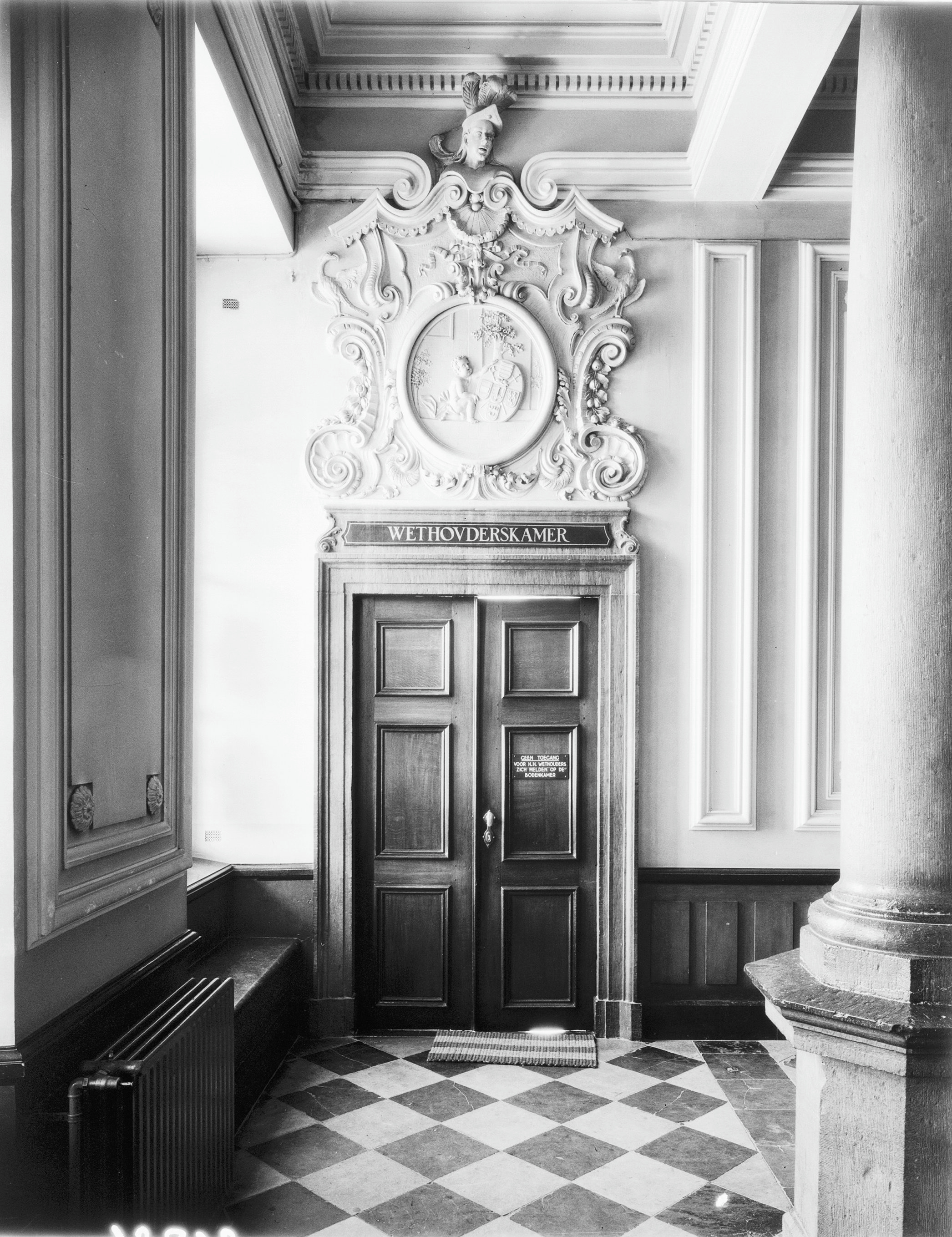
Stadhuis Maastricht, verwoeste kamer
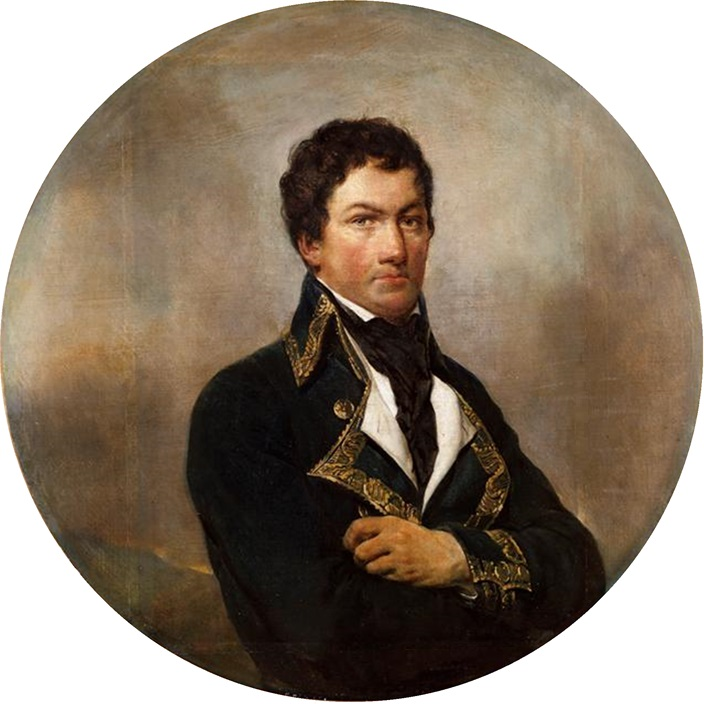
Luitenant-generaal Francisco de Miranda
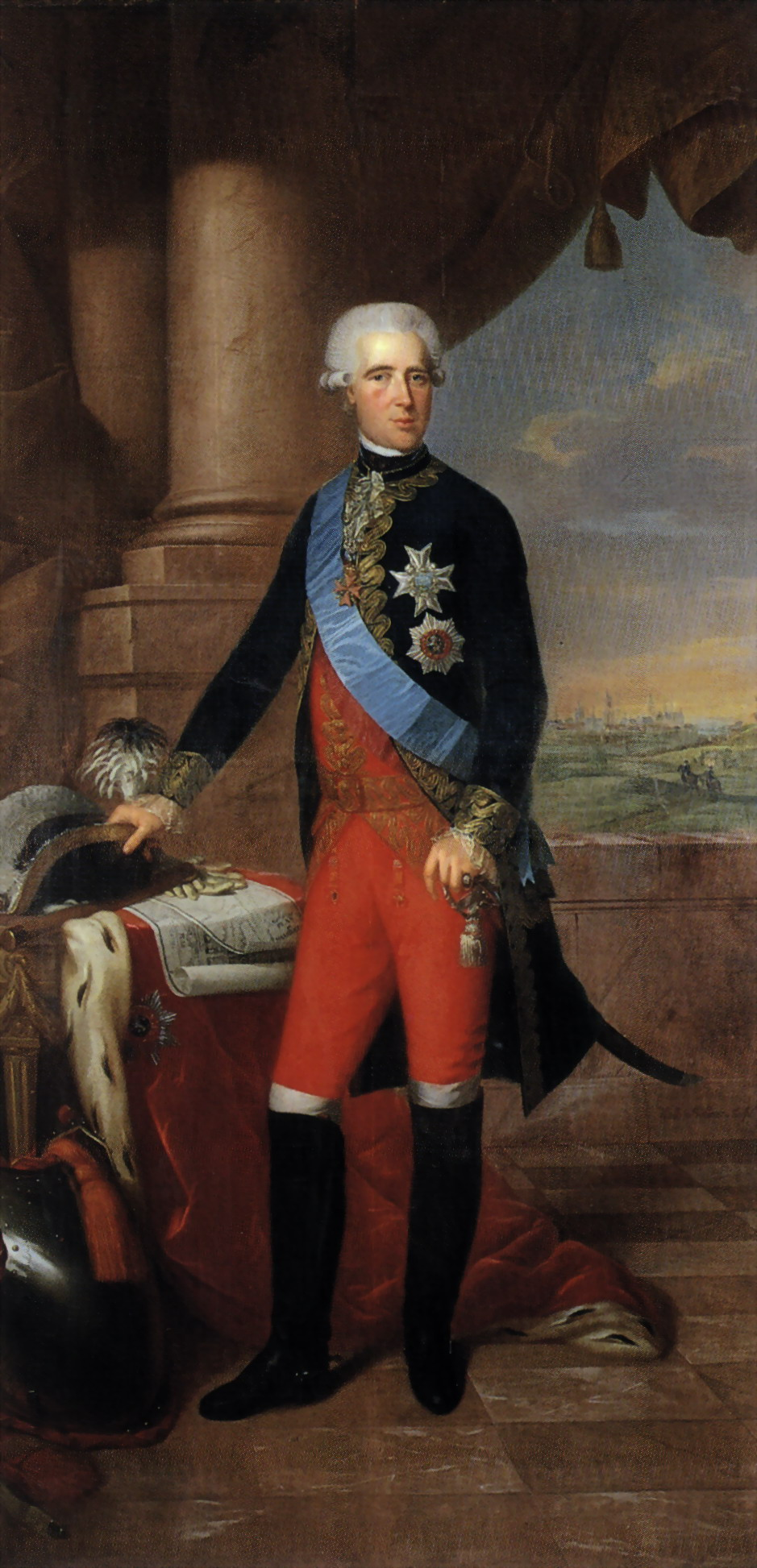
Gouverneur Frederik van Hessen-Kassel
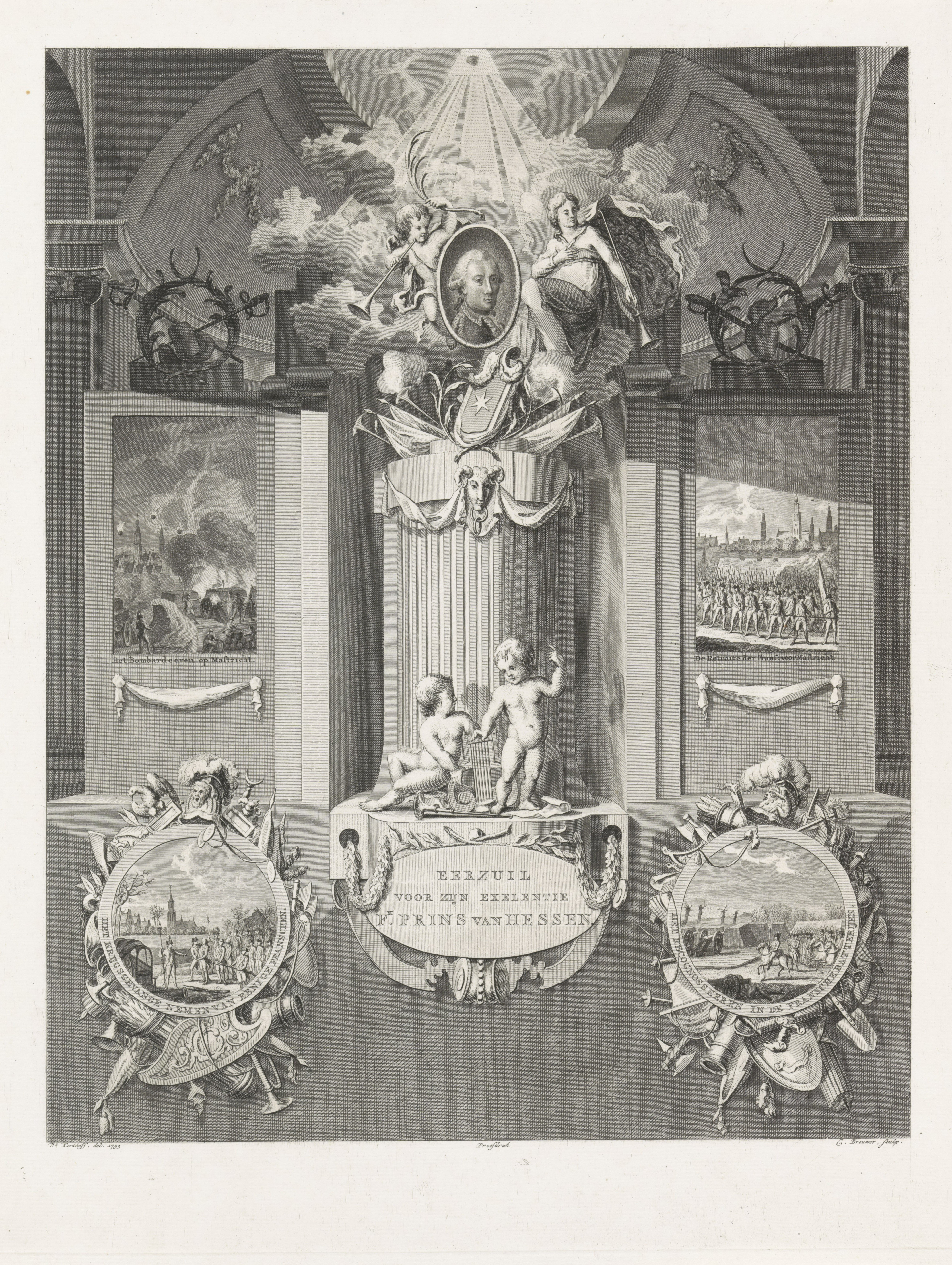
'Erezuil' voor Frederik van Hessen-Kassel

Nederlanden: Marquain · Rijsel (1792) · Jemappes · Namen (1792) · Maastricht (1793) · Breda · Aldenhoven (1793) · Neerwinden · Raimes · Famars · Aarlen · Valencijn · Duinkerke · Hondschote · Menen ·  Wattignies · Moeskroen · Tourcoing · Doornik · Erquelinnes · Gosselies · Ieper · Hooglede · Fleurus · Boxtel · Sprimont · Maastricht (1794) · 's-Hertogenbosch · Aldenhoven (1794) · Puiflijk · Nijmegen · Luxemburg · Den Helder · Camperduin

Rijnfront: Verdun · Thionville · Valmy · Mainz (1792) · Mainz (1793) · Vogezen/Tripstadt · Mainz (1795) · Amberg · Würzburg

Italiaans front: Genua · Hyères · Rovereto · Bassano · Montenotte · Dego · Lodi · Arcole · Rivoli

Overige fronten (Vendée, Spanje): Fontenay-le-Comte · Toulon · Cholet · Luçon · Truillas · Boulou · San Lorenzo · Santa Cruz · Kaap Sint-Vincent
West-Indië: Guadeloupe · Martinique
881: Plundering door Vikingen ·
1204: Luiks-Loons beleg ·
1267: Beleg door Hendrik van Gelre ·
1303: Beleg door Jan & Pieter van Bar ·
1334: Beleg door Adolf van der Mark ·
1407-08: Beleg door Luikenaren ·
1576: Spaanse Furie ·
1579: Beleg door Parma ·
1632: Beleg door Frederik-Hendrik ·
1634: Beleg door De Moncada ·
1638: Verraad van Maastricht ·
1673: Beleg door Lodewijk XIV ·
1676: Beleg door Willem III ·
1747: Slag bij Lafelt ·
1748: Beleg door Maurits van Saksen ·
1793: Beleg door De Miranda ·
1794: Beleg door Kléber ·
1814: Blokkade (6e Coalitieoorlog) ·
1830-33: Blokkade (Belgische Opstand) ·
1940: Bezetting (WO2) ·
1944: Bevrijding (WO2)